# USS Glenard P. Lipscomb (SSN-685)
USS Glenard P. Lipscomb (SSN-685) — amerykański myśliwski okręt podwodny o napędzie atomowym, którego opracowanie przez zastosowanie turbiny elektrycznej zamiast parowej, stanowiło próbę konstrukcji okrętów podwodnych, których system napędowy generuje mniejszy poziom szumów. Z uwagi na ograniczone możliwości taktyczne jednostki, w tym niską prędkość okrętu, a także w związku z problemami natury technicznej związanymi z wysokością temperatur systemu napędowego, nie wybudowano innych jednostek tego typu. Wpływ na rezygnację przez United States Navy z kontynuacji tego programu, miała również tocząca się w tym samym czasie rywalizacja pomiędzy programem supernowoczesnego w tym czasie atomowego okrętu podwodnego Comform oraz programem budowy USS "Los Angeles" (SSN-688).